# Prozessorientierung (Didaktik)
Prozessorientierung ist ein Fachausdruck der Unterrichtslehre. Er verdeutlicht eine didaktische Ausrichtung auf die Vorgänge und Abläufe beim Lernen und korrespondiert dabei mit dem konkurrierenden Prinzip der Zielorientierung des Unterrichts.

## Bedeutung
Zeitgemäßer Schulunterricht erschöpft sich nicht in einer bloßen Stoffvermittlung, in der Anhäufung von Wissen und praktischen Fertigkeiten. Die aktuelle Didaktik sowie die auf ihr aufbauenden Lehrpläne verlangen einen sogenannten „Erziehenden Unterricht“. Das bedeutet, dass neben der Ausrichtung auf ein bestimmtes Unterrichtsziel, das es zu erreichen gilt, dem Weg dorthin im Lerngeschehen eine hohe Bedeutung zukommt und breiter Raum gegeben werden muss. Lernschwierigkeiten zu bearbeiten, Lernen zu lehren, Eigeninitiative zu entwickeln, Motivation aufzubauen wird zu einer eigenen Aufgabenstellung und Zielsetzung, zu einem wichtigen Baustein des langfristig angelegten erziehenden Unterrichts. Das zu leisten erfordert nicht nur sachkundige, sondern auch didaktisch-methodisch, d. h. wissenschaftlich gründlich ausgebildete Lehrkräfte. Nach den Didaktikern Warwitz/Rudolf ist die Prozessorientierung insbesondere für die Persönlichkeitsbildung und das soziale Lernen von zentraler Bedeutung:
„Das Lerngeschehen selbst kann auf diese Weise zu einem Unterrichtsziel werden. Ein Unterricht, der ausschließlich zielorientiert arbeitet (Erwerb einer bestimmten Fertigkeit, Erstellung eines bestimmten Werks, Produkts), läuft Gefahr, den Weg zum vorgeplanten Ziel zu programmieren und die Kriterien der Ökonomie, Zweckmäßigkeit, Erfolgssicherheit und Schnelligkeit dabei voranzustellen.[…] Lernprobleme wie Auffassungsschwierigkeiten, Kooperationsmüdigkeit, Indisponiertheit, Motivationsmangel oder Wünsche und Fragen der Beteiligten, die nicht dem unmittelbaren Fortgang der Arbeit in Richtung Zielplanung dienen, müssen bei so verstandenem Lernen als Störungen gelten, die eine möglichst schnelle Beseitigung erfordern.“
Auch in einzelnen Fachdidaktiken kann Prozessorientierung eine gewisse Rolle spielen.

## Anwendungsszenarien für Prozessorientierung

### Prozessorientierung in einzelnen Lernformen

#### Mehrdimensionales Lernen
Lernprobleme und gruppendynamische Prozesse auf dem Weg zu einem schwierigen Lernziel erfordern komplexe Methoden, einen vielschichtigen didaktischen Zugriff, um zu effektiven Lösungen zu kommen. Produktorientierte und problemorientierte Lehrverfahren müssen miteinander korrespondieren und ineinandergreifen. Fehler und Irrtümer sind erlaubt. Es kommt auf die Art und Weise ihrer Aufarbeitung an. Wenn beispielsweise „unterwegs zum Ziel“ Versagensängste, Auffassungsprobleme, Frustrationen, Spannungen und Aggressionen in der Lerngruppe entstehen, wo Durchhaltewille, Selbstüberwindung, Frustrationsabbau, Kooperation, Hilfsbereitschaft, Sinnfindung gefragt sind, so wird das Mehrdimensionale Lernen im Rahmen der Prozessorientierung des Unterrichts, die keine Störungen, sondern nur Aufgaben und Problemstellungen kennt, die es zu lösen gilt, zu einem bedeutenden Instrumentarium. Es ermöglicht eine Differenzierung des Unterrichtsgeschehens unter Inanspruchnahme der unterschiedlichen Lernpotenziale der Lernenden und damit eine Verbesserung der Motivation und Effektivität bei der Bewältigung der anstehenden Aufgaben.

#### Projektlernen
Projektlernen ist als gemeinschaftliche Arbeit an einem größeren fächerübergreifenden Vorhaben gedacht. Es wurde schon in seinen Anfängen bei Dewey und Kilpatrick als Lernen in einem gemeinsamen „Erfahrungs- und Handlungsraum“ begriffen und damit in wesentlichen Teilen zu einer Form des sozialen Lernens. Charakteristisch für diese Unterrichtsform ist, dass sich die Projektarbeit nicht auf das materielle Zielprodukt fokussiert, wie immer es auch zustande kommen mag, sondern den erzieherischen Wertgewinn bei den prozessualen Auseinandersetzungen auf dem Weg dorthin einbezieht: „Beim Projektlernen spielen […] der Ablauf des Lernprozesses und die Aufarbeitung dabei auftretender Störungen eine ebenso große Rolle wie das Erreichen des Lernziels.“
Lernergebnisse werden nicht als bereits vorgefertigte Produkte angeeignet, sondern im gemeinsamen Bemühen entwickelt. Die Kommunikation und Kooperation von Lernenden und Lehrenden während der Projektarbeit, die Notwendigkeit der Auseinandersetzung über den richtigen Weg, das gemeinsame Bewältigen von Schwierigkeiten und Entdecken von Lösungsansätzen, die Korrektur von Fehlentscheidungen und Irrwegen zu dem angestrebten Ziel, sind bedeutsame Elemente, die im Interesse des Lernens dem erfolgreichen Abschluss eines Projekts nicht nachstehen. So liegt das Augenmerk neben dem angestrebten Produkt der Arbeit auch auf den Interaktionsvorgängen, die zu ihm hinführen. Diese gestalten sich umso anspruchsvoller, je komplexer und schwieriger die Aufgabenstellung gewählt und je größer die Arbeitsgruppe ist.

#### Erlebnispädagogisches Lernen
Die Erlebnispädagogik macht die prozessualen Vorgänge und Ereignisse beim Lernen zum Schwerpunkt ihrer Erziehungsarbeit. Dazu werden anspruchsvolle Aufgabenstellungen mit Abenteuer- und Wagnischarakter gewählt, die einerseits von ihrer Zielvorstellung her motivieren, andererseits aber auch fordern. Eine schwierige mehrtägige Bergtour beispielsweise, die auf Unabhängigkeit von Komfort und Selbstständigkeit setzt, die dabei an die Grenzen der körperlichen Leistungsfähigkeit führt und entsprechend Selbstüberwindung und Durchhaltebereitschaft beim Einzelnen, aber auch Gruppengeist, Hilfsbereitschaft, Toleranz, Rücksichtnahme der Gemeinschaft verlangt, lässt unter einer professionellen Begleitung Erfahrungen mit seinen eigenen noch unentdeckten Potenzen wachsen, aber auch ein Gefühl für den Sinn eines sozialen Gefüges entstehen, in dem man aufeinander angewiesen ist. Die Aufgabenstellung wird so gewählt, dass das angestrebte Ziel nur gemeinschaftlich erreicht werden kann und entsprechend jeder nach seinen Kräften dazu seinen Beitrag leisten muss. Die notwendigen Problemlösungen und Sicherheiten müssen aus eigener Anstrengung gewährleistet werden. So wird –pädagogisch gesehen- der Weg zum Ziel, das prozessuale Geschehen zur eigentlichen Aufgabe.

### Fachdidaktische Fallbeispiele für Prozessorientierung in einzelnen Bereichen
In der „Informatikdidaktik“ werden seit Aufkommen der Bildungsstandards der Kultusministerkonferenzen 2003 und 2004 nicht nur Inhaltsbereiche wie „Information und Daten“, „Algorithmen“, „Sprachen und Automaten“ für wichtig befunden; vielmehr sollen Kinder und Jugendliche auch mit den „Denk- und Arbeitsweisen“ der Informatik vertraut gemacht werden. So haben Spannagl und Zendler in 2008 achtzehn verschiedene Prozesskonzepte für Lehr-Lern-Szenarien empirisch identifiziert, die im Informatikunterricht stärker in den Fokus gelangen sollen: Analysieren (analyzing), Kategorisieren (categorizing), Klassifizieren (classifying), Zusammenarbeiten (collaborating), Kommunizieren (communicating), Vergleichen (comparing), Kreieren und Erfinden (creating and inventing), Ursache-Wirkungs-Zusammenhänge herausfingen (finding cause-and-effect relationships), Zusammenhänge herausfinden (finding relationships), Verallgemeinern (generalizing), Erkunden (investigating), Ordnen (ordering), Darstellen (presenting), Problemlösen und Problemstellen (problem solving and problem posing), Fragen (questioning), Übertragen (transferring). Die Prozessorientierung erhält auf diese Weise im Informatikunterricht einen besonderen Stellenwert.
In der „Fremdsprachendidaktik“ wird das literarische Lesen in der Fremdsprache unter dem Aspekt der Prozessorientierung gesehen.
In der „Deutschdidaktik“ wird der schriftliche Sprachgebrauch der deutschen Sprache, also das Schreiben und das Abfassen von Texten im Deutschen, als Prozess betrachtet und entsprechend prozessorientiert verarbeitet.

## Historisches
Dem chinesischen Philosophen und Wanderlehrer Konfuzius (ca. 551 bis 479 v. Chr.) wird – nach seiner Lehre stimmig, aber unbelegt, da er keine eigenen Schriften hinterließ – die überlieferte Sentenz „Der Weg ist das Ziel“ zugeschrieben, die als vielzitierte allgemeine Volksweisheit Eingang in die deutsche Umgangssprache gefunden hat. Der Sinnspruch steht in der Regel im Kontrast zu einer überdimensionierten Ausrichtung auf ein angestrebtes Ziel und die Tendenz, es möglichst bald und störungsfrei zu erreichen.
Für den ethisch orientierten Bergwanderer, Bergsteiger und Kletterer ist nicht nur das Erreichen eines Gipfels, sondern die gewählte Route und die Art des Aufstiegs dorthin, ist also nicht das ‚Ob’, sondern das ‚Wie’ der Begehung von entscheidender Bedeutung. Für den Bergwanderer ist das Genießen des „Weges“, das Unterwegssein, der eigentliche Beweggrund für die Bergtour. Die Regel gibt vor, dass der Gipfel nicht irgendwie, sondern „by fair means“, d. h. unter Schonung der Umwelt, ohne künstliche Kletterhilfen, ohne zusätzlichen Sauerstoff, Lastenträger oder Fixseile aus eigener Kraft, erreicht werden muss, um als echte bergsteigerische Leistung gezählt und gewertet werden zu können.
Mit den Vordenkern des Projektunterrichts zu Anfang des 20. Jahrhunderts wie John Dewey (1859–1952) oder William Heard Kilpatrick (1871–1965) kam der Gedanke in das pädagogische Geschehen, Erziehung nicht nur nach einem angestrebten Produkt auszurichten, sondern auch den Weg dorthin als wesentliche Komponente in die Bildungsbemühungen einzubeziehen. Die Prozessorientierung bekam den gleichen Rang im Erziehungsgeschehen wie das Anstreben des materiellen Endprodukts der Arbeiten.
Die u. a. auf eine Initiative des Schulreformers Kurt Hahn (1886–1974) zurückgehende Erlebnispädagogik geht noch einen Schritt weiter: Sie ist als ein Bildungskonzept angelegt, das die Aufdeckung noch unentdeckter Fähigkeiten durch die Heranwachsenden in den Mittelpunkt der erzieherischen Bemühungen stellt. Dazu werden anspruchsvolle Aufgaben und wagnishaltige Projekte angeboten. Diesen kommt aber kein Selbstzweck zu. Sie dienen vielmehr dem übergeordneten Anliegen, Verantwortungsbewusstsein, Handlungsbereitschaft, Gemeinschaftssinn und Kooperationsfähigkeit herauszufordern und offenzulegen.